# Parques de Estudio y Reflexión

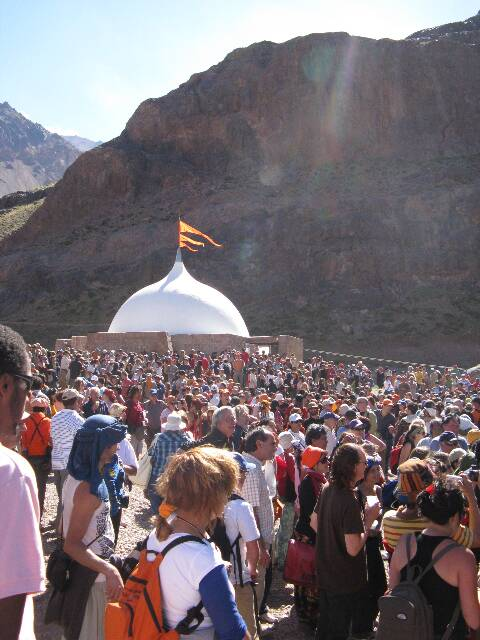
Parque Punta de Vacas, 6 de enero de 2010.

Los Parques de Estudio y Reflexión son espacios abiertos al estudio y la reflexión para profundizar en uno mismo y favorecer la no-discriminación, el afecto y la reciprocidad en el trato a los demás. Han sido iniciados, financiados y construidos por las personas que participan del Movimiento Humanista y sus organismos, y del Mensaje de Silo de cada lugar. Cada parque mantiene el listado de estos partícipes y, en el momento de "completar" los edificios y monumentos, edifican su "Estela" con los nombres y apellidos de cada uno. Cada parque tiene autonomía económica y de funcionamiento, sin organismo central de coordinación o dirección.
Su aspiración es que surja desde ellos una verdadera oleada de buenos sentimientos que ayuden a develar lo sagrado en uno y fuera de uno, encontrando inspiración mental y espiritual, y permitiendo a las personas comprender que no están solas en este mundo ni en los infinitos mundos. 
También se recalca entre sus principales objetivos el de fortalecer experiencias que favorezcan la solidaridad y el intercambio entre aquellas personas interesadas en la superación del sufrimiento y la violencia personal y social, destacándose todos aquellos contenidos y trabajos que tienen que ver con el desarrollo y práctica de la no violencia.
El modelo inicial de Parque contempla los siguientes edificios y monumentos:
- Umbral
- Sala
- Centro de estudios
- Centro de trabajo
- Monolito
- Fuente
- Estela

El primero que se construyó, el Parque Punta de Vacas, considerado el Parque Histórico, está situado en la confluencia de tres ríos (Cuevas, Tupungato y Vacas) y tres cadenas montañosas (Plata, Tupungato y Aconcagua) en Punta de Vacas, Provincia de Mendoza, Argentina. Además de los edificios y monumentos comunes a los demás Parques, tiene un salón multiuso, un centro de coordinación, un mirador en lo alto del Monte Sacro, una ermita o cabaña de piedra reconstruida desde la original, cuya situación estaba al otro lado del río Tupungato, y varias estelas con el texto completo de “La curación del sufrimiento”, charla dada por Silo en ese mismo enclave el 4 de mayo de 1969, con su traducción a siete idiomas diferentes.
Empezaron a construirse a partir del año 2005 y a mediados de 2017 funcionan algo más de una treintena de Parques repartidos por todo el mundo, habiéndose finalizado las obras con todos sus edificios y monumentos en muchos de ellos.
El Parque Manantiales pertenece a la Fundación Pangea de Chile  y el Parque Punta de Vacas a la Fundación Pangea de Argentina.

### América

#### Argentina
- Parque Punta de Vacas
- Parque Bosques
- Parque Los Bulacios
- Parque Carcarañá
- Parque Chaco
- Parque Chapadmalal
- Parque Cinco Saltos
- Parque Manzanares
- Parque La Pampa
- Parque Paravachasca
- Parque Patagonia Norte
- Parque La Reja
- Parque Riscos Bayos
- Parque Tortuguitas
- Parque San Rafael   https://www.facebook.com/profile.php?id=100077440635746

#### Bolivia
- Parque Montecillo

#### Brasil
- Parque Caucaia
- Parque Igarassu
- Parque Retiro

#### Chile
- Parque Chaka
- Parque Los Manantiales
- Parque Paine
- Parque El Remanso
- Parque Los Ríos
- Parque del Desierto Tamarugal

#### Colombia
- Parque Silvania
- Parque La Unión

#### Costa Rica
- Parque Las Nubes

#### Ecuador
- Parque Aloasí
- Parque Latitud Cero

#### Estados Unidos
- Parque Hudson Valley
- Parque Red Bluff

#### México
- Parque Aldama

- Parque Joquicingo

#### Paraguay
- Parque Piribebuy

#### Perú
- Parque Ihuanco

### Europa

#### Alemania
- Parque Schlamau (Wiesenburg-Berlín)

#### España
- Parque Colmenar
- Parque Navas
- Parque Ódena
- Parque Les Borges Blanques
- Parque Toledo
- Parque Villanueva

#### Francia
- Parque La Belle Idee

#### Hungría
- Parque Mikebuda

#### Italia
- Parque Casa Giorgi
- Parque Attigliano

#### Portugal
- Parque Minho

#### República Checa
- Parque Pravikov

### Asia

#### Bangladés
- Parque Bitipara

#### India
- Parque Kandharoli Ashram

### África

#### Mozambique
- Parque Marracuene